# National Board of Review Awards 2021
93º NBR Awards

Melhor Filme:
Licorice Pizza
O 93º National Board of Review Awards, que homenageia os melhores do cinema de 2021, foi anunciado em 2 de dezembro de 2021. A cerimônia foi realizada em 15 de março de 2022, na Cipriani 42nd Street na cidade de Nova York.

## Top 10:Melhores Filmes do Ano
Filmes listados em ordem alfabética, exceto o primeiro, que é eleito como Melhor Filme do Ano:
- Licorice Pizza
- Belfast
- Don't Look Up
- Dune
- King Richard
- The Last Duel
- Nightmare Alley
- Red Rocket
- The Tragedy of Macbeth
- West Side Story

## Top 5:Melhores Filmes Estrangeiros
Filmes listados em ordem alfabética, exceto o primeiro, que é eleito como Melhor Filme:
A Hero
- Benedetta
- Lamb
- Lingui, The Sacred Bonds
- Titane
- The Worst Person in the World

## Top 5:Melhores Documentários
Filmes listados em ordem alfabética, exceto o primeiro, que é eleito como Melhor Documentário:
- Summer of Soul (...Or, When the Revolution Could Not Be Televised)
- Ascension
- Attica
- Flee
- The Rescue
- Roadrunner: A Film About Anthony Bourdain

## Vencedores
Melhor Filme:
- Licorice Pizza

Melhor Diretor:

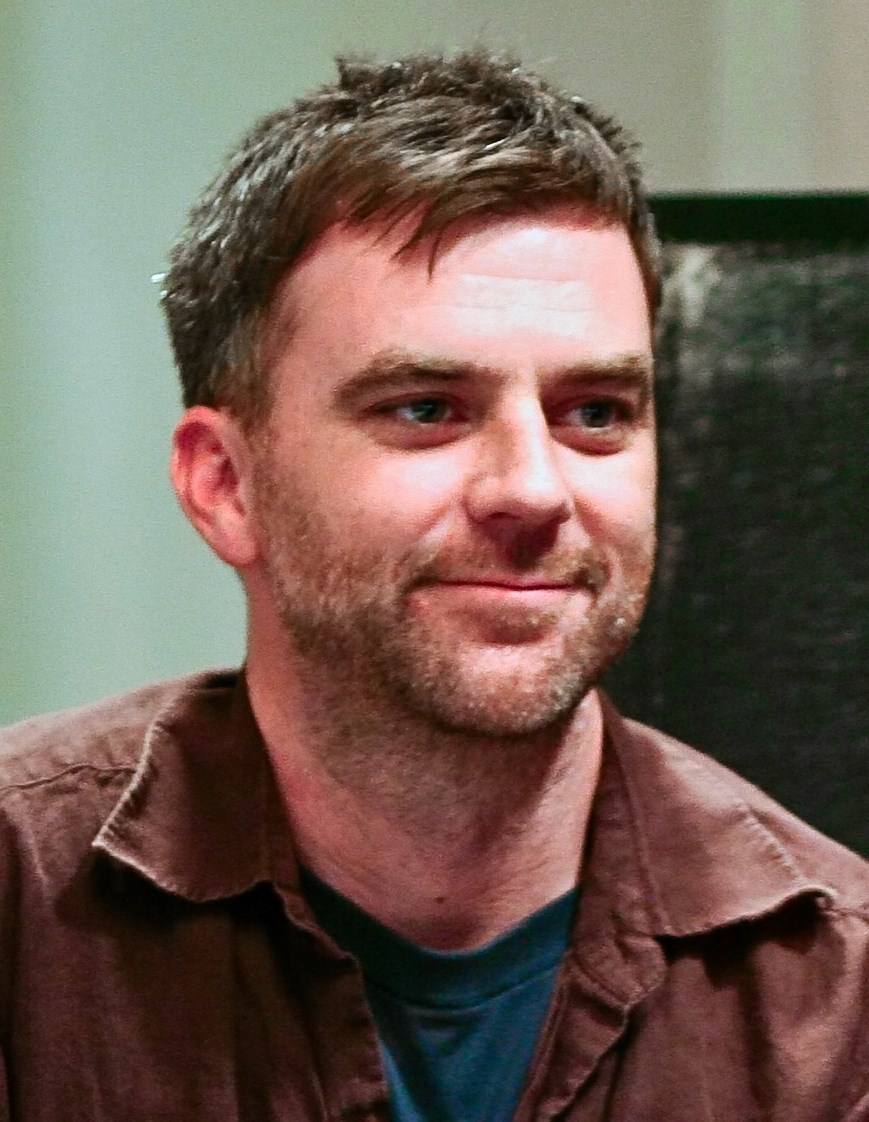
Paul Thomas Anderson, Vencedor de Melhor Diretor

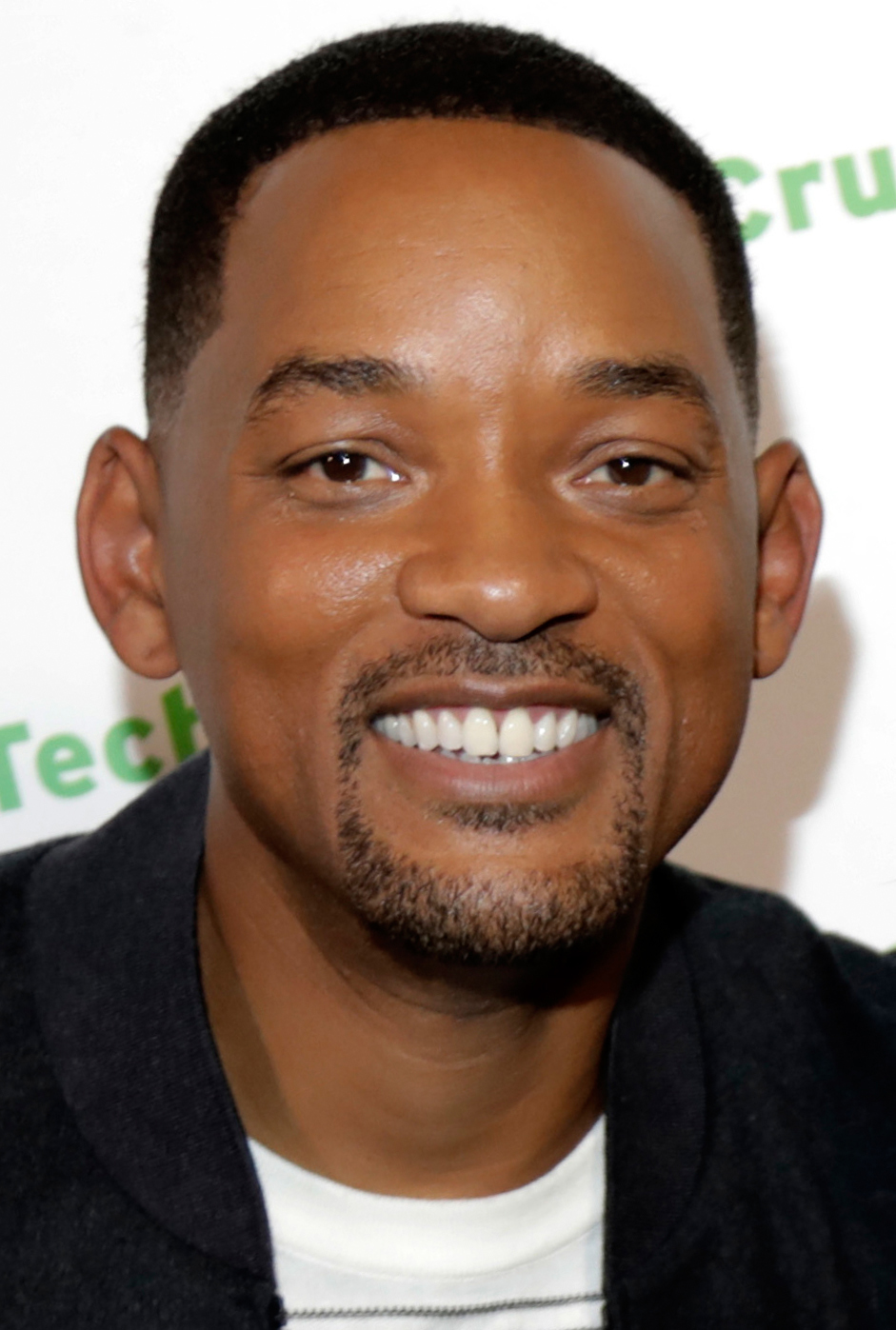
Will Smith, Vencedor de Melhor Ator

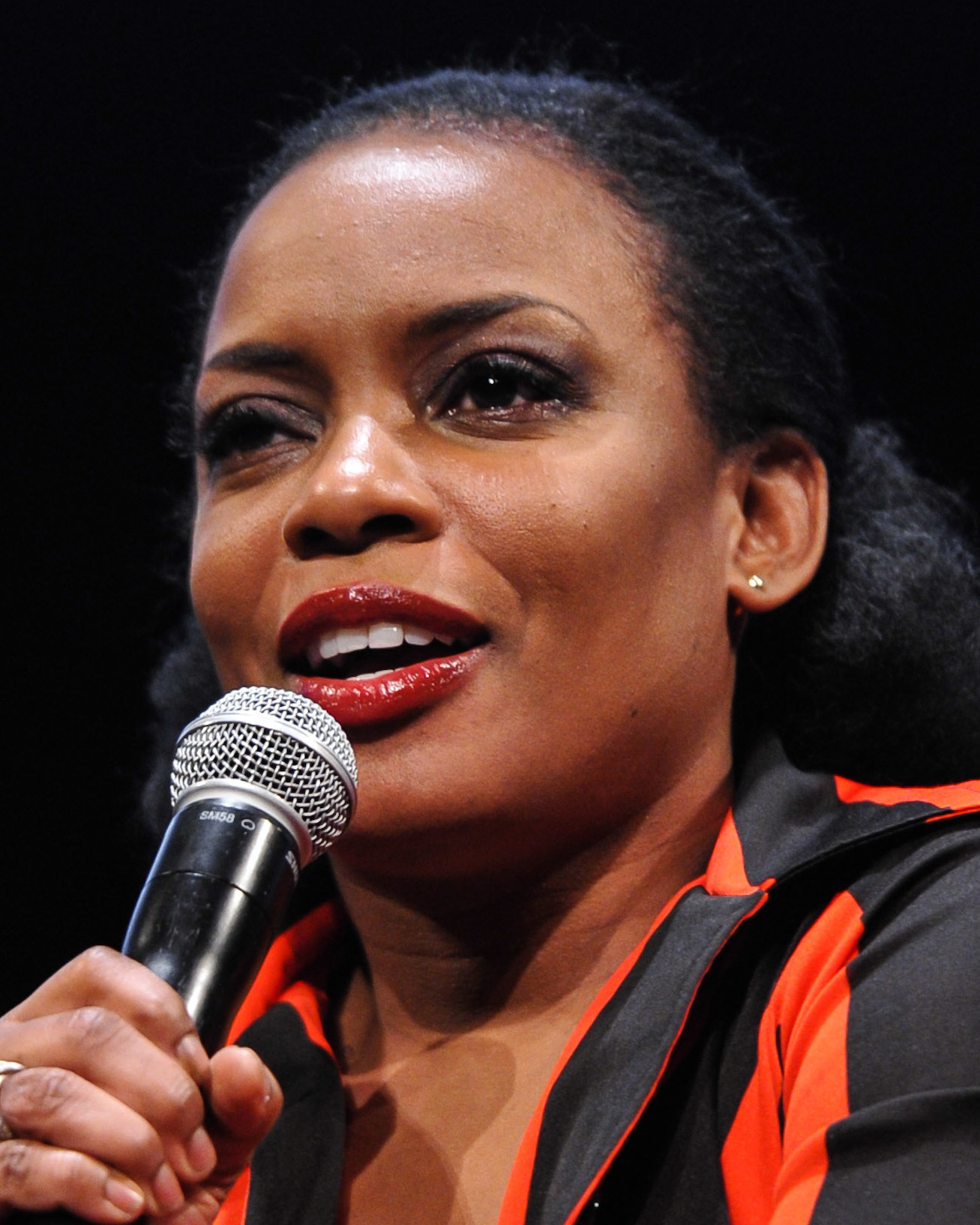
Aunjanue Ellis, Vencedora de Melhor Atriz Coadjuvante

- Paul Thomas Anderson – Licorice Pizza

Melhor Ator:
- Will Smith – King Richard

Melhor Atriz:
- Rachel Zegler – West Side Story

Melhor Ator Coadjuvante:
- Ciarán Hinds – Belfast

Melhor Atriz Coadjuvante:
- Aunjanue Ellis – King Richard

Melhor Roteiro Original:
- Asghar Farhadi – A Hero

Melhor Roteiro Adaptado:
- Joel Coen – The Tragedy of Macbeth

Melhor Filme de Animação:
- Encanto

Melhor Desempenho Inovador:
- Alana Haim e Cooper Hoffman – Licorice Pizza

Melhor Diretor Estreante:
- Michael Sarnoski – Pig

Melhor Filme em Língua Estrangeira:
- A Hero

Melhor Documentário:
- Summer of Soul (...Or When the Revolution Could Not Be Televised)

Melhor Elenco:
- The Harder They Fall

Melhor Fotografia de Cinema:
- Bruno Delbonnel – The Tragedy of Macbeth

Prêmio NBR Liberdade de Expressão:
- Flee

## Ligações Externas
- «Sítio oficial»